# Riigi Teataja

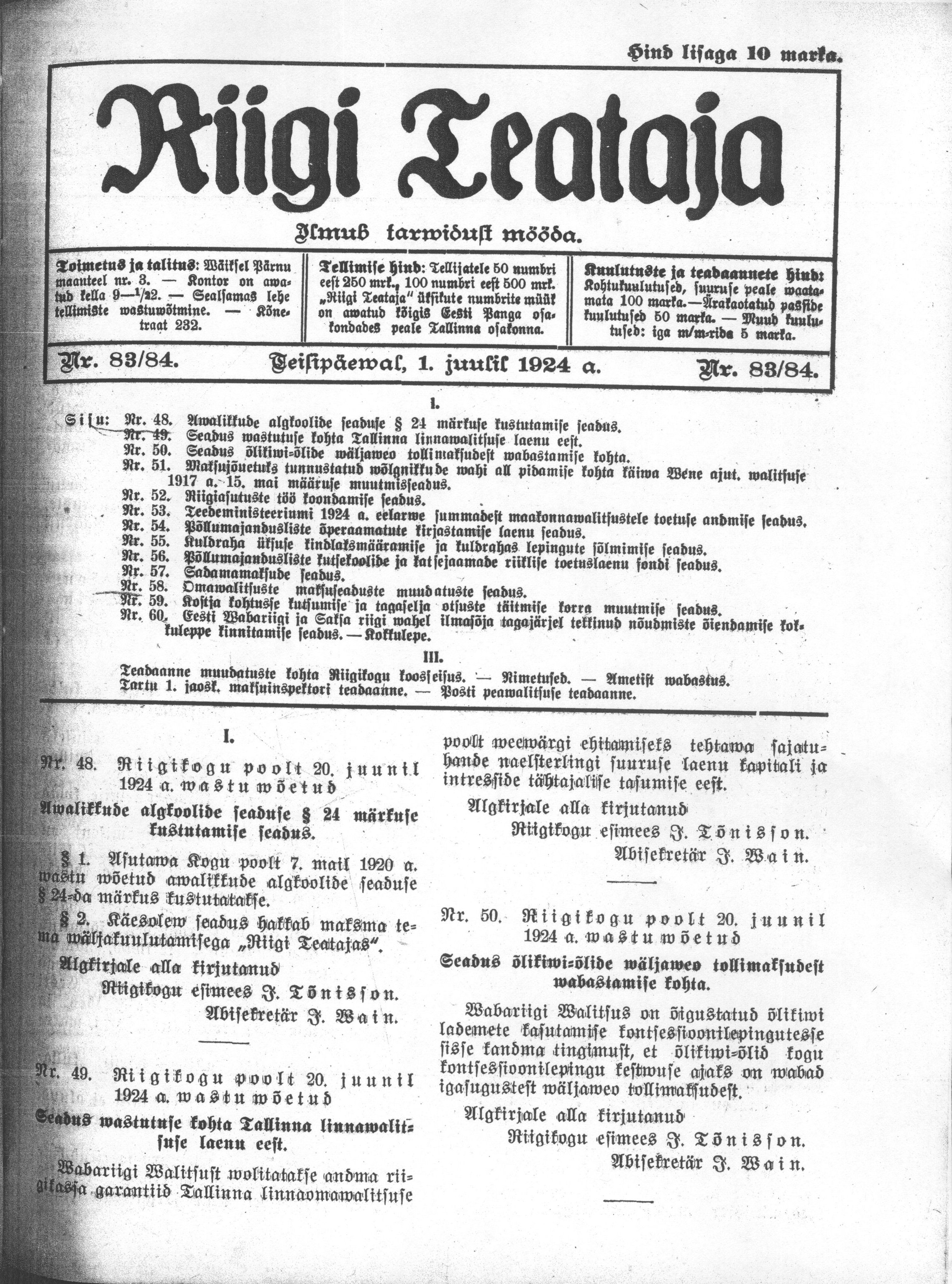
Titelblatt einer Ausgabe von 1924

Der Riigi Teataja (deutsch Staatsanzeiger) ist das amtliche Gesetzblatt der Republik Estland.

## Geschichte
Estland erklärte seine staatliche Unabhängigkeit von Russland am 24. Februar 1918. Einen Tag später wurde Tallinn von kaiserlichen deutschen Truppen besetzt. Erst mit deren Kapitulation am 11. November 1918 konnte die estnische Regierung die Staatsgewalt in Estland ausüben.
Die erste Ausgabe des Riigi Teataja erschien am 27. November 1918 mit dem „Manifest an alle Völker Estlands“ (Manifest kõigile Eestimaa rahvastele), dem am 21. Februar 1918 in Tallinn verkündeten estnischen Unabhängigkeitsmanifest.

## Inhalt
Der Riigi Teataja wird von der estnischen Staatskanzlei herausgegeben. Er wird mit RT abgekürzt. Er hat fünf Teile: Teil I (I osa, Gesetze im materiellen Sinne), Teil II (II osa, völkerrechtliche Übereinkünfte), Teil III (Beschlüsse und Urteile des Staatsgerichtshofs), Anhang (Lisa, Verordnungen und Entscheidungen), Kohalike Omavalitsuste Õigusaktid (Rechtsakte kommunaler Selbstverwaltungskörperschaften).
Im Riigi Teataja werden heute veröffentlicht:
- Gesetze im formellen Sinne
- Erlasse des Staatspräsidenten
- Verordnungen und Verfügungen der estnischen Regierung
- Verordnungen der Minister
- Verordnungen des Präsidenten der Eesti Pank
- Verordnungen des Wahlausschusses der Republik Estland
- Beschlüsse und Urteile des Staatsgerichtshofs

Außerdem können im Riigi Teataja Verordnungen der kommunalen Gebietskörperschaften publiziert, wenn diese nicht anderweitig erscheinen.

## Elektronischer Staatsanzeiger
Seit 1996 wird der Riigi Teataja auch in elektronischer Form veröffentlicht, seit 1. Juni 2002 im Internet (Elektrooniline Riigi Teataja). 2006 wurde die Papierfassung ganz aufgegeben. Die in gedruckter und in elektronischer Form herausgegebenen Texte genießen dieselbe Rechtsverbindlichkeit.
Die Datenbank des elektronischen Riigi Teataja erlaubt die kostenlose Suche des gesamten estnischen Rechts. Durch sie kann man ebenfalls klären, welche Gesetzesfassung zu einem bestimmten Zeitpunkt gegolten hat.